# 亲敌效应
亲敌效应（英語：dear enemy effect）是动物行为学中的一种现象，指相邻的领域性动物在相互之间的领域边界确定之后彼此间的侵略行为变得更少的现象。当一方适应了它的邻居之后，就会花更少的时间与精力去在抵抗、防卫另一方。不过对于不熟悉的邻居，它们还是会保持侵略性。
哺乳动物、鸟类、爬行动物、两栖动物、鱼类、无脊椎动物等许多动物中都存在亲敌效应。与亲敌效应相对的为恶邻效应，是指某些物种对邻居比对不熟悉的陌生者更具侵略性的现象。